# Veronika Korsounova
Veronika Aleksandrovna Korsunova (en russe : Вероника Александровна Корсунова), née le 20 avril 1992 à Taganrog, est une skieuse acrobatique spécialiste du saut acrobatique. Elle a remporté la médaille d'argent aux Championnats du monde 2013. En 2014, elle se classe onzième aux Jeux olympiques de Sotchi. Elle compte 3 podiums en Coupe du monde de ski acrobatique.